# Petar Perica Vidić
Petar Perica Vidić (Sarajevo, 7. kolovoza 1938.) bio je hrvatski katolički svećenik iz reda franjevaca, slikar i grafičar.

## Životopis
Osnovnu je školu završio u Sarajevu, a klasičnu gimnaziju u Visokom. Studij filozofije i teologije završio je na Franjevačkoj teologiji u Sarajevu. Godine 1962. radio je u ateljeu slikara Gabrijela Jurkića, a u ateljeu slikara Stane Kregara u Ljubljani 1965. i 1966. godine. Od 1966. u Beč je pohađao Akademiju likovnih umjetnosti, grafički odsjek, u klasi profesora Maxa Melchera. Kasnije je predavao Likovnu umjetnost i Povijest umjetnosti na Franjevačkoj klasičnoj gimnaziji u Visokom.
Član je ogranka Matice hrvatske u Sarajevu gdje je od 2000. do 2018. bio na čelu ogranka kao predsjednik. Istovremeno je bio i član Središnjice Matice hrvatske u Zagrebu. Član je i Hrvatskog kulturnog društva Napredak i Udruženja Fondeko. Za dopisnog člana Akademije znanosti i umjetnosti Bosne i Hercegovine u Odjel književnosti i umjetnosti (kasnije Odjel umjetnosti) izabran je 1995., a za redovnog člana 2005. godine.

## Počasti
- Veliki Dobrotvor HKD Napredak, Sarajevo (1995.)
- Velika plaketa HKD Napredak, Sarajevo (1996.)
- Povelja za posebne zasluge HDZU, Sarajevo (1997.)
- Zakladnik HKD Napredak, Sarajevo (2000.)
- Palio di Ferrara, Italija (2003.)
- Zlatna Povelja Matice hrvatske Sarajevo (2004.)
- Šestoaprilska nagrada Grada Sarajeva, Sarajevo (2006.)
- Odlikovanje Za Crkvu i Papu, Sveta Stolica (2011.)
- Povelja Matice hrvatske za dugogodišnji rad; imenovannje počasnim predsjednikom Ogranka Matice hrvatske u Sarajevu (2019.)
- Posebna Povelja zahvalnosti predsjednika Matice hrvatske iz Zagreba (2018.)
- Priznanje udruženja Zelene beretke za njegov doprinos u obrani Bosne i Hercegovine
- Izbor za počasnog člana Hrvatskog pogrebnog društva Sveti Anto[1]

### Mrežna sjedišta
- Akademik Petar Perica Vidić. Akademija znanosti i umjetnosti Bosne i Hercegovine. Pristupljeno 20. svibnja 2025.